# 120347 Салація
Салація (тимчасове позначення 120347 Салація) — великий транснептуновий об'єкт (ТНО) і можлива карликова планета в поясі Койпера діаметром приблизно 850 км. Відкритий 22 вересня 2004 року американськими астрономами Генрі Ро, Майклом Брауном і Крістіною Баркуме (Kristina Barkume) в Паломарській обсерваторії в Каліфорнії, США. Салація обертається навколо Сонця на середній відстані, трохи більшій за відстань до Плутона. Дістала назву на честь Салакії — римської богині спокійного й сонячного океану. Має один відомий супутник — Актею.

## Орбіта

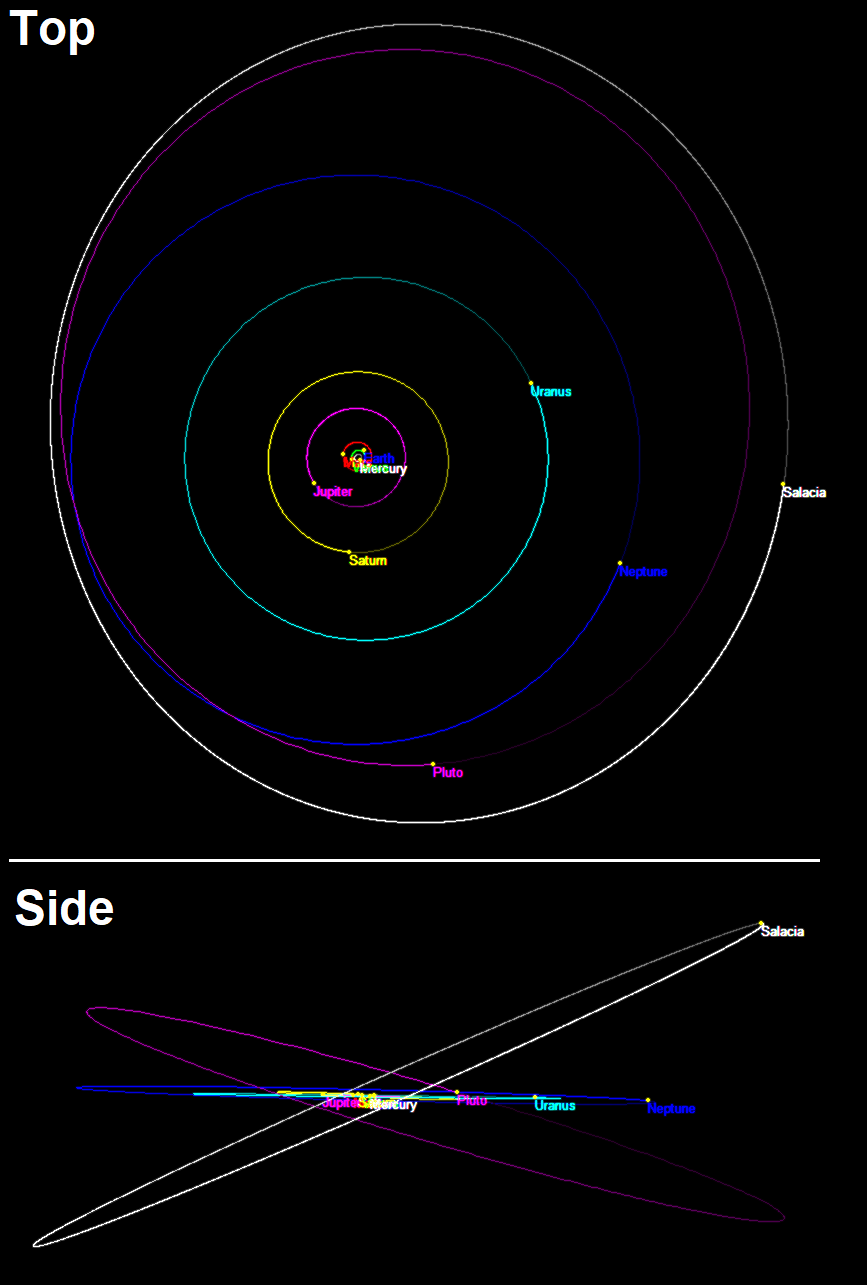
Орбіта Салації схожа на орбіту Плутона, за винятком того, що довгота висхідного вузла майже протилежна Плутоновій. Її поточне положення — поблизу найпівнічнішої точки над екліптикою.

Салація — нерезонансний транснептуновий об'єкт із помірним ексцентриситетом (0,11) і великим нахилом (23,9°) орбіти. Отже, за класифікацією Глибокого огляду екліптики він є відокремленим транснептуновим об'єктом, а за класифікацією системи Гледмана — класичним об'єктом поясу Койпера; обидва ці класи можуть, по суті, являти собою один клас, якщо вони є частиною єдиної популяції, що утворилася під час міграції Нептуна назовні.
Орбіта Салації розташована в межах простору параметрів зіткнення сім'ї Гаумеа, але Салація не є його частиною, про що свідчить відсутність сильних смуг поглинання водяного льоду.

## Фізичні характеристики
Станом на 2019 рік загальна маса системи Салація — Актея оцінюється в (4,922 ± 0,071)·1020 кг, середня щільність системи — 1,5 ± 0,1 г/см3; діаметр самої Салації оцінюється приблизно у 846 км.
Салація має найнижче альбедо серед усіх відомих великих транснептунових об'єктів. Згідно з оцінкою 2017 року, заснованою на вдосконаленому теплофізичному моделюванні, розмір Салації дещо більший — 866 км, а отже, її щільність дещо нижча (розрахована як 1,26 г/см3 за старою оцінкою маси, про яку йдеться нижче).
Вільям Гранді (William Grundy) та інші астрономи описують Салацію як «карликову планету розміром із ТНО». Раніше вони відхилили ідею вважати Салацію карликовою планетою через низьку оцінку її щільності, але пізніше відмовилися від цієї позиції, коли виявилося, що вона має відносно високу щільність — 1,5 г/см3, хоча надзвичайно низький альбедо Салації (4 %) залишається незмінним через відсутність геологічної активності, яка була б характерна для карликової планети.
Інфрачервоний спектр Салації майже не має особливостей, що вказує на наявність на поверхні менше 5 % водяного льоду. Близькоінфрачервона спектроскопія, проведена космічним телескопом Джеймса Вебба (JWST) у 2022 році, виявила наявність водяного льоду на поверхні Салації. У спектрі Салації, отриманому JWST, не було виявлено ознак летких речовин, як-от метан. Амплітуда кривої блиску становить лише 3 %.

## Супутник
У Салації є один відомий природний супутник — Актея. Він обертається навколо основного тіла з періодом 5,49380 ± 0,00016 доби на відстані 5619 ± 89 км з ексцентриситетом 0,0084 ± 0,0076. Актею 21 липня 2006 року відкрили Кіт Нолл (Keith Noll), Гарольд Левісон, Деніз Стівенс і Вільям Гранді (William Grundy) за допомогою космічного телескопа Габбл.
Актея на 2,372 ± 0,060 зоряної величини слабкіша за Салацію — це означає, що співвідношення їх діаметрів становить 2,98, якщо вважати, що їхні альбедо однакові. Якщо так, то її діаметр становить 286 ± 24 км. Згідно з оцінкою 2017 року, заснованою на вдосконаленому моделюванні, розмір Актеї дещо більший — 290 ± 21 км.
Актея має такий же колір, що й Салація (V − I = 0,89 ± 0,02 та 0,87 ± 0,01 відповідно), що підтверджує припущення про однакові альбедо.
Підраховано, що система Салація — Актея мала пройти достатню припливну еволюцію, щоб орбіта їх взаємного обертання стала круговою, що узгоджується з низьким виміряним ексцентриситетом; водночас основне тіло необов'язково має увійти у припливний захват. Відношення великої піввісі до радіуса сфери Гілла основного тіла становить 0,0023 — отже, ця система є найтіснішою транснептуновою подвійною системою з відомою орбітою. Салація й Актея почнуть затемнювати одне одного, якщо дивитися з Землі, у 2067 році.

## Назва
Салація отримана назву на честь Салакії — богині солоної води та дружини Нептуна. Посилання на назву було опубліковано 18 лютого 2011 року (M.P.C. 73984). Того ж дня назву отримав і супутник — на честь нереїди або морської німфи Актеї.
В астрономії більше не використовують символи планет, тому Салація не отримала власного символу в астрономічній літературі. Денис Московіц (Denis Moskowitz), інженер-програміст, який розробив символи більшості карликових планет, запропонував для Салації символ стилізованого гіпокампа (, раніше ). Цей символ не має широкого вжитку.